# Lycoming O-290
El Lycoming O-290 es un motor aeronáutico refrigerado por aire, de cuatro cilindros opuestos horizontalmente y de doble ignición. Fue encendido por primera vez en 1939 y entró en producción tres años después.

## Desarrollo
La versión inicial tenía la capacidad para generar una potencia de 93 kW a 2 450 rpm y podría funcionar con combustible con octanajes mayores a 73; Obtuvo la certificación el 27 de julio de 1942.
El Lycoming O-290 se fabricó en numerosas versiones (tanto para usos militares como civiles), la mayoría de las cuales incorporaron diversas modificaciones respecto al original. A partir de la versión O-290-D2 (la cual fue certificada el 1 de mayo de 1952) existieron cambios significativos con respecto a las versiones anteriores, dichos cambios se pueden apreciar en el aumento de potencia de 130 a 140 HP y el aumento del radio de compresión de 6.5:1 a 7.5:1.
También se desarrolló una versión utilizada para complementar Unidades de Potencia de Tierra (GPU) y para impulsar diversas aeronaves caseras, dicha versión fue la O-290-G, la cual nunca fue certificada.

## Variantes
O-290
Versión base, certificada el 27 de julio de 1942. capaz de producir 125 hp (93 kW) @ 2450 rpm. Tenía un radio de compresión de 6.25:1 y un peso seco de 245 lb (111 kg).
O-290-A
Certificada el 27 de julio de 1942. capaz de producir 125 hp (93 kW) @ 2600 rpm de forma continua o 130 hp (97 kW) @ 2800 rpm por 5 minutos. Tenía un radio de compresión de 6.5:1 y un peso seco de 251 lb (114 kg) con magnetos SR4L-8 o N-8 o 245 lb (111 kg) con magnetos N-20 o N-21.
O-290-AP
Certificada el 21 de julio de 1944. capaz de producir 125 hp (93 kW) @ 2600 rpm de forma continua o 130 hp (97 kW) @ 2800 rpm por 5 minutos. Tenía un radio de compresión de 6.5:1 y un peso seco de 251 lb (114 kg) con magnetos SR4L-8 o N-8 o 245 lb (111 kg) con magnetos N-20 o N-21.
O-290-B
Certificada el 22 de enero de 1943. capaz de producir 125 hp (93 kW) @ 2600 rpm de forma continua o 130 hp (97 kW) @ 2800 rpm por 5 minutos. Tenía un radio de compresión de 6.5:1 y un peso seco de 247 lb (112 kg).
O-290-C
Certificada el 22 de enero de 1943. capaz de producir 125 hp (93 kW) @ 2600 rpm de forma continua o 130 hp (97 kW) @ 2800 rpm por 5 minutos. Tenía un radio de compresión de 6.5:1 y un peso seco de 238 lb (108 kg).
O-290-CP
Certificada el 21 de julio de 1944. capaz de producir 125 hp (93 kW) @ 2600 rpm de forma continua o 130 hp (97 kW) @ 2800 rpm por 5 minutos. Tenía un radio de compresión de 6.5:1 y un peso seco de 238 lb (108 kg).
O-290-D
Certificada el 13 de diciembre de 1949. capaz de producir 125 hp (93 kW) @ 2600 rpm de forma continua o 130 hp (97 kW) @ 2800 rpm por 5 minutos. Tenía un radio de compresión de 6.5:1 y un peso seco de 230 lb (104 kg).
O-290-D2
Certificada el 1 de mayo de 1952. capaz de producir  135 hp (101 kW) @ 2600 rpm de forma continua o 140 hp (104 kW) @ 2800 rpm por 5 minutos. Tenía un radio de compresión de 7.5:1 y un peso seco de 233 lb (106 kg).
O-290-D2A
Certificada el 20 de abril de 1953. capaz de producir  135 hp (101 kW) @ 2600 rpm de forma continua o 140 hp (104 kW) @ 2800 rpm por 5 minutos. Tenía un radio de compresión de 7.5:1 y un peso seco de 236 lb (107 kg).
O-290-D2B
Certificada el 30 de septiembre de 1954. capaz de producir  135 hp (101 kW) @ 2600 rpm de forma continua o 140 hp (104 kW) @ 2800 rpm por 5 minutos. Tenía un radio de compresión de 7:1 y un peso seco de 236 lb (107 kg).
O-290-D2C
Certificada el 8 de mayo de 1961. capaz de producir  135 hp (101 kW) @ 2600 rpm de forma continua o 140 hp (104 kW) @ 2800 rpm por 5 minutos. Tenía un radio de compresión de 7:1 y un peso seco de 235 lb (107 kg).
O-290-G
Versión no certificada, usade en generadores de potencia en tierra (GPUs) y en diversas aeronaves de fabricación casera y era capaz de producir 125 hp (93 kW) @ 2600 rpm.

## Specifications (O-290-D2A)
Datos de
Características generales
- Tipo: Motor aeronáutico de pistón tipo bóxer de 4 cilindros enfriado por aire
- Diámetro: 4.875 in (123.8 mm)
- Carrera: 3.875 in (98.4 mm)
- Desplazamiento: 289 cu in (4.74 L)
- Peso seco: 264 lb (119.7 kg)

Componentes
- Distribución: por válvulas en culata
- Sistema de alimentación: Carburador
- Sistema de enfriamiento: Enfriado por aire
- Combustible: Combustible superior a 73 octanos

Rendimiento
- Potencia de salida: 140 hp (104 kW) @ 2,800 rpm
- Potencia específica: 0.48 hp/in³ (22.2 kW/L)
- Radio de compresión: 7.5:1